# Mistrovství Evropy družstev v atletice
Mistrovství Evropy družstev v atletice je atletická týmová soutěž evropských družstev pořádaná Evropskou atletickou asociací od roku 2009. Předcházel jí v letech 1965 až 2008 Evropský pohár v atletice.

## Historie
V letech 1965 až 2008 byl v Evropě pořádán Evropský pohár v atletice, v němž se střetávala reprezentační atletická družstva v několika výkonnostně odlišných skupinách. Rozhodnutím Evropské atletické asociace byla od roku 2009 soutěž změněna a přejmenována.

## Systém ME družstev
V novém systému jsou vytvořeny čtyři ligy, Superliga, I. liga, II. liga a III. liga. Závodí se ve dvaceti atletických disciplínách, body mužů a žen se z jednotlivých disciplín sčítají dohromady.
- Superliga – 12 družstev, tři nejhorší sestupují
- I. liga – 12 družstev, tři postupují a dva sestupují
- II. liga – 8 družstev, dva postupují a dva sestupují
- III. liga – 13 družstev, dva postupují

## Výsledky jednotlivých ročníků

### Superliga
- 2009 (Leiria) - 1. Německo, 2. Rusko, 3. Británie, sestoupili 10. Česká republika, 11. Portugalsko, 12. Švédsko
- 2010 (Bergen) - 1. Rusko, 2. Británie, 3. Německo, sestoupili 10. Řecko, 11. Norsko, 12. Finsko
- 2011 (Stockholm) - 1. Rusko, 2. Německo, 3. Ukrajina, sestoupili 10. Česká republika, 11. Portugalsko, 12. Švédsko
- 2013 (Gateshead) – 1. Rusko, 2. Německo, 3. Británie, sestoupili 10. Bělorusko, 11. Řecko a 12. Norsko
- 2014 (Braunschweig) - 1. Německo, 2. Rusko, 3. Francie, sestoupili 10. Nizozemsko, 11. Česká republika, 12. Turecko
- 2015 (Čeboksary) - 1. Rusko, 2. Německo, 3. Francie, sestoupili 10. Švédsko, 11. Finsko, 12. Norsko

### I. liga
- 2010 (Budapešť) – 1. Česko, 2. Švédsko, 3. Portugalsko (trojice postupujících), ...11. Estonsko, 12. Litva (sestup)
- 2013 (Dublin) – 1. Česko, 2. Švédsko, 3. Nizozemsko (trojice postupujících), ...11. Bulharsko, 12. Švýcarsko (sestup)
- 2014 (Tallinn) - 1. Bělorusko, 2. Norsko, 3. Finsko (trojice postupujících), ...11. Slovinsko, 12. Maďarsko (sestup)
- 2015 (Iraklio) - 1. Česká republika, 2. Řecko, 3. Nizozemsko (trojice postupujících), ...11. Litva, 12. Lotyšsko (sestup)